# Élections législatives de 1951 dans la Seine
Les élections législatives françaises de 1951 se tiennent le 17 juin. Ce sont les deuxièmes élections législatives de la Quatrième République.

## Mode de scrutin
Représentation proportionnelle plurinominale suivant la méthode de la plus forte moyenne dans 103 circonscriptions, conformément à la loi des apparentements : les listes qui se sont « apparentées » avant l'élection remportent tous les sièges de la circonscription si leurs voix ajoutées obtiennent la majorité absolue des suffrages exprimés. Il y a 629 sièges à pourvoir.
Il faut obtenir au moins 6% des exprimés pour participer à la répartition des sièges, sauf dans le 75 et le 78.
Le vote préférentiel est admis.
Pour les départements de la Seine et de la Seine-et-Oise, les apparentements ne sont pas possibles et la répartition se fait au plus fort reste et non à la plus forte moyenne.
Le département élit cinquante-sept députés. Les législateurs ne voulant pas que les circonscriptions dépassent une dizaine de sièges, le département est découpé en 6 circonscriptions :
- la ville de Paris est découpée en trois circonscriptions :

1. La première correspond aux 5e, 6e, 7e, 13e, 14e et 15e arrondissement de Paris, soit la Rive gauche. Elle est dotée de 10 sièges,
2. La deuxième, dotée de 11 sièges, regroupe les 1er, 2e, 8e, 9e, 16e, 17e et 18e arrondissement de Paris soit l'ouest de la Rive droite,
3. La troisième, également dotée de 11 sièges, regroupe les 3e, 4e, 10e, 11e, 12e, 19e et 20e arrondissement de Paris soit l'est de la Rive droite ;

- le reste du département est également découpé en trois :

1. La quatrième circonscription, dite de "Seine-Sud", regroupe les cantons de Nogent-sur-Marne, Saint-Maur-des-Fossés, Charenton-le-Pont, Ivry-sur-Seine, Villejuif, Sceaux et Vanves. 11 sièges y sont à pourvoir,
2. La cinquième dite "Seine-Nord-Ouest" réunit les cantons de Boulogne-Billancourt, Puteaux, Colombes, Courbevoie, Neuilly-sur-Seine, Levallois-Perret, Asnières-sur-Seine, Clichy et Saint-Ouen. Elle élit 9 députés,
3. La sixième, dite "Seine-Nord-Est", regroupe les cantons de Saint-Denis, Aubervilliers, Pantin, Noisy-le-Sec, Montreuil-sous-Bois, Vincennes. 7 députés y sont à élire.

## Candidats (première circonscription)

### Liste du Rassemblement du peuple français
| N° | Candidats               | Parti | Parti | Principales fonctions                                                                          |
| -- | ----------------------- | ----- | ----- | ---------------------------------------------------------------------------------------------- |
| 01 | Pierre de Gaulle        |       | RPF   | Président du Conseil municipal de Paris, Sénateur de la Seine, ancien déporté de la Résistance |
| 02 | Édouard Frédéric-Dupont |       | RPF   | Député sortant Indépendant, avocat à la Cour d'Appel, Médaille de la Résistance                |
| 03 | Henri Ulver             |       | RPF   | Conseiller général de la Seine, conseiller municipal de Paris, engagé volontaire FFI           |
| 04 | Albert Ollivier         |       | RPF   | Journaliste, directeur du Rassemblement                                                        |
| 05 | Auguste Marbœuf         |       | RPF   | Ouvrier d'État, Médaille de la Résistance                                                      |
| 06 | Charles Aillaud         |       | RPF   | Docteur en médecine                                                                            |
| 07 | André Jacquemier        |       | RPF   | Commis principal d'agent de change                                                             |
| 08 | Marie-Christine Melot   |       | RPF   | Femme de lettres, ancienne résistante déportée, Médaille de la Résistance                      |
| 09 | Pierre Lappert          |       | RPF   | Métallurgiste                                                                                  |
| 10 | Alain de Ferron         |       | RPF   | Avocat à la Cour                                                                               |

### Liste d'Union républicaine résistante et antifasciste - PCF
| N° | Candidats        | Parti | Parti | Principales fonctions                     |
| -- | ---------------- | ----- | ----- | ----------------------------------------- |
| 01 | André Marty      |       | PCF   | Ingénieur-mécanicien, député sortant      |
| 02 | Maria Rabaté     |       | PCF   | Institutrice, député sortant              |
| 03 | Pierre Estradère |       | PCF   | Ouvrier métallurgiste, ancien déporté     |
| 04 | André Huraux     |       | PCF   | Ouvrier métallurgiste, député sortant     |
| 05 | Henri Wallon     |       | PCF   | Professeur honoraire au Collège de France |
| 06 | Simone Renard    |       | PCF   | Ouvrière métallurgiste                    |
| 07 | Jeanne Lévy      |       | PCF   | Professeur à la Faculté de Médecine       |
| 08 | Henri Gourdeaux  |       | PCF   | Postier, conseiller municipal de Paris    |
| 09 | Robert Francotte |       | PCF   | Artisan, conseiller municipal de Paris    |
| 10 | Louis Henry      |       | PCF   | Ouvrier des autobus                       |

### Liste du Parti socialiste SFIO
| N° | Candidats                | Parti | Parti | Principales fonctions                                            |
| -- | ------------------------ | ----- | ----- | ---------------------------------------------------------------- |
| 01 | Robert Verdier           |       | SFIO  | Professeur agrégé                                                |
| 02 | Mireille Osmin           |       | SFIO  | Professeur de cours complémentaire                               |
| 03 | François Labrousse       |       | SFIO  | Professeur à la Sorbonne                                         |
| 04 | René-Lucien Menuet       |       | SFIO  | Secrétaire de la Fédération nationale des coopératives ouvrières |
| 05 | Pierre Giraud            |       | SFIO  | Professeur d'Université                                          |
| 06 | Pierre Graziani          |       | SFIO  | Administrateur de la France d'Outre-Mer                          |
| 07 | Marcel Collet            |       | SFIO  | Chef de section PTT retraité                                     |
| 08 | Henri Dreyfus dit Murray |       | SFIO  | Artiste, directeur de spectacles                                 |
| 09 | Élie Roussineau          |       | SFIO  | Employé SNCF                                                     |
| 10 | Yvonne Olivier           |       | SFIO  | Secrétaire                                                       |

### Liste du Mouvement républicain populaire
| N° | Candidats             | Parti | Parti | Principales fonctions                                                               |
| -- | --------------------- | ----- | ----- | ----------------------------------------------------------------------------------- |
| 01 | Jean Cayeux           |       | MRP   | Député sortant, docteur en droit                                                    |
| 02 | Jean-Patrice Gaultier |       | MRP   | Avocat à la Cour                                                                    |
| 03 | Hubert Prangey        |       | MRP   | Conseiller municipal de Paris, conseiller général de la Seine, chef de comptabilité |
| 04 | Étienne Borne         |       | MRP   | Agrégé de l'Université, professeur au Lycée Louis-le-Grand                          |
| 05 | Marie-Louise Vivier   |       | MRP   | Licenciée en droit, secrétaire sténo-dactylo                                        |
| 06 | Pierre Roderigue      |       | MRP   | Agent des cadres                                                                    |
| 07 | Pierre Lucas          |       | MRP   | Agent de fabrication (imprimerie)                                                   |
| 08 | Jean Warin            |       | MRP   | Commerçant dans le 15ème arrondissement                                             |
| 09 | Pierre Nadal          |       | MRP   | Employé, 15ème arrondissement                                                       |
| 10 | Jean Richard          |       | MRP   | Cheminot                                                                            |

### Liste Union des indépendants et républicains nationaux
| N° | Candidats            | Parti | Parti | Principales fonctions                                                                              |
| -- | -------------------- | ----- | ----- | -------------------------------------------------------------------------------------------------- |
| 01 | Louis Rollin         |       | CNIP  | Avocat à la Cour d'Appel, député sortant, ancien ministre                                          |
| 02 | Jacques Rueff        |       | CNIP  | Membre de l'Institut de France, Sous-gouverneur honoraire de la Banque de France                   |
| 03 | Maurice Monsaingeon  |       | CNIP  | Docteur en médecine                                                                                |
| 04 | Roger Sauvage        |       | CNIP  | Capitaine de l'Escadrielle Normandie-Niémen                                                        |
| 05 | Pierre Lajotte       |       | CNIP  | Ancien instituteur public de la Ville de Paris, administrateur civil au Ministère de l'agriculture |
| 06 | Jean Tavel           |       | CNIP  | Commerçant                                                                                         |
| 07 | René Roy             |       | CNIP  | Aveugle de guerre, inspecteur général des Ponts et Chaussées                                       |
| 08 | Louise Durand-Sinoir |       | CNIP  | Veuve de guerre, assistante sociale                                                                |
| 09 | Paul Morane          |       | CNIP  | Avocat à la Cour d'Appel                                                                           |
| 10 | Jean Lejeune         |       | CNIP  | Agent de maitrise                                                                                  |

### Liste du Rassemblement des gauches républicaines et du Groupement national de défense des libertés professionnelles et des contribuables
| N° | Candidats                | Parti | Parti                | Principales fonctions                                     |
| -- | ------------------------ | ----- | -------------------- | --------------------------------------------------------- |
| 01 | Vincent de Moro-Giafferi |       | Radical              | Avocat à la Cour d'Appel, député sortant, ancien ministre |
| 02 | Pierre Lefaurichon       |       | Défense des libertés | Industriel, ancien résistant                              |
| 03 | Charles Goutry           |       | RGR                  | Secrétaire d'administration                               |
| 04 | Marie Verrier            |       | RGR                  | Docteur en médecine                                       |
| 05 | Michel Weil              |       | Radical              | Journaliste                                               |
| 06 | Camille Cabat            |       | Radical              | Fonctionnaire                                             |
| 07 | Jean Simon-Juquin        |       | Radical              | Avocat                                                    |
| 08 | Henri Dijon              |       | RGR                  | Docteur en médecine                                       |
| 09 | Armande Thuret           |       | RGR                  | Industriel                                                |
| 10 | Pierre Barrère           |       | Radical              | Entrepreneur de transports                                |

### Liste d'Union des nationaux indépendants républicains
| N° | Candidats         | Parti | Parti | Principales fonctions                                                         |
| -- | ----------------- | ----- | ----- | ----------------------------------------------------------------------------- |
| 01 | Charles Trochu    |       | UNIR  | Administrateur de sociétés, ancien conseiller municipal de Paris              |
| 02 | Robert Bos        |       | UNIR  | Directeur commercial, ancien conseiller municipal de Paris                    |
| 03 | Antoine Tracou    |       | UNIR  | Capitaine de vaisseau en retraite                                             |
| 04 | Armand Leroux     |       | UNIR  | Fonctionnaire au Ministère des Finances, ancien conseiller municipal de Paris |
| 05 | Solange Arlet     |       | UNIR  |                                                                               |
| 06 | Michel Trécourt   |       | UNIR  | Professeur                                                                    |
| 07 | André Deluchet    |       | UNIR  | Expert comptable                                                              |
| 08 | Pierre Verrons    |       | UNIR  | Agent commercial                                                              |
| 09 | Marie Chaigneau   |       | UNIR  | Étudiante                                                                     |
| 10 | Gaston Beaugendre |       | UNIR  | Employé                                                                       |

### Liste d'Union socialiste et progressiste et d'action neutraliste
| N° | Candidats          | Parti | Parti | Principales fonctions                                     |
| -- | ------------------ | ----- | ----- | --------------------------------------------------------- |
| 01 | Paul Rivet         |       | DVG   | Professeur, fondateur du Musée de l'Homme, député sortant |
| 02 | Gilles Martinet    |       | DVG   | Journaliste                                               |
| 03 | Henry Hermand      |       | DVG   | Commissaire à l'énergie atomique                          |
| 04 | Armand Brauer      |       | DVG   | Voyageur de commerce                                      |
| 05 | Henri Garnesson    |       | DVG   | Postier                                                   |
| 06 | Henriette Psichari |       | DVG   | Journaliste et libraire                                   |
| 07 | Charles Espiard    |       | DVG   | Docteur en pharmacie                                      |
| 08 | Alcide Morel       |       | DVG   | Employé de banque                                         |
| 09 | Emma Smith         |       | DVG   | Éditeur                                                   |
| 10 | Georges Sachs      |       | DVG   | Journaliste                                               |

### Liste du Parti national français
| N° | Candidats                            | Parti | Parti | Principales fonctions   |
| -- | ------------------------------------ | ----- | ----- | ----------------------- |
| 01 | Maurice Barbarin, dit Maxence Béarne |       | PNF   | Journaliste             |
| 02 | Alexia dite Alek Plunian             |       | PNF   | Femme de lettres        |
| 03 | Daniel Applancourt                   |       | PNF   | Dessinateur archéologue |
| 04 | Maurice Gillet                       |       | PNF   | Commerçant              |
| 05 | Fernand Devos                        |       | PNF   | Tourneur opticien       |
| 06 | Georges Lyonnet                      |       | PNF   | Assureur conseil        |
| 07 | Georges-Emile Bredin                 |       | PNF   | Opérateur cinéma        |
| 08 | Marie Hornbach                       |       | PNF   | Dactylo                 |
| 09 | Raymonde Lefebvre                    |       | PNF   | Commerçante             |
| 10 | Gabriel Hamel                        |       | PNF   | Employé de bureau       |

### Liste d'Union nationale républicaine (économique et sociale)
| N° | Candidats                     | Parti | Parti    | Principales fonctions                                                      |
| -- | ----------------------------- | ----- | -------- | -------------------------------------------------------------------------- |
| 01 | Yves Morvan dit Jean Marin    |       | UDSR     | Journaliste, conseiller municipal de Paris, conseiller général de la Seine |
| 02 | Yves Chabrol                  |       | Rép.ind. | Pharmacien                                                                 |
| 03 | Gilbert Mativet               |       | Rép.ind. | Avocat à la Cour                                                           |
| 04 | Albert Gerbaud                |       | UDSR     | Ingénieur                                                                  |
| 05 | Marthe Saulnier               |       | UDSR     | Assistante sociale                                                         |
| 06 | Pierre Lucas                  |       | Rép.ind. | Architecte                                                                 |
| 07 | Paulette Pottier              |       | Rép.ind. | Monitrice                                                                  |
| 08 | Raoul Cénac-Thaly             |       | Rép.ind. | Professeur honoraire                                                       |
| 09 | René Daudonnet                |       | Rép.ind. | Retraité                                                                   |
| 10 | Henri Archambault de Montfort |       | Rép.ind. | Homme de lettres, ancien résistant                                         |

### Liste d'Union nationale d'action démocratique et sociale
| N° | Candidats             | Parti | Parti    | Principales fonctions                                  |
| -- | --------------------- | ----- | -------- | ------------------------------------------------------ |
| 01 | Jean Constant         |       | Rép.ind. | Industriel                                             |
| 02 | René Gillouin         |       | Rép.ind. | Homme de lettres, ancien conseiller municipal de Paris |
| 03 | Jehan de Saint-Chamas |       | Rép.ind. | Avocat                                                 |
| 04 | Louis Gillaigeau      |       | Rép.ind. | Chef monteur électricien                               |
| 05 | Louis Lenoir          |       | Rép.ind. | Colonel en retraite                                    |
| 06 | Marie Moreau          |       | Rép.ind. | Avocat                                                 |
| 07 | René Guinard          |       | Rép.ind. | Secrétaire                                             |
| 08 | Jean Pinsolle         |       | Rép.ind. | Tailleur                                               |
| 09 | Henri Loyer           |       | Rép.ind. | Industriel                                             |
| 10 | Louis Chausfoin       |       | Rép.ind. | Comptable                                              |

### Liste indépendante, républicaine et sociale
| N° | Candidats            | Parti | Parti | Principales fonctions                                             |
| -- | -------------------- | ----- | ----- | ----------------------------------------------------------------- |
| 01 | Pierre Guérin        |       | IRS   | Ancien Préfet, directeur commercial                               |
| 02 | Armand Touche        |       | IRS   | Vice-Président de l'Union nationale du commerce et de l'industrie |
| 03 | Raphaël Massat       |       | IRS   | Docteur en médecine                                               |
| 04 | René Blain           |       | IRS   | Inspecteur central des contributions indirectes                   |
| 05 | Jacques Cintrat      |       | IRS   | Agent commercial                                                  |
| 06 | Christian Viollet    |       | IRS   | Directeur commercial                                              |
| 07 | Jacqueline Benedetti |       | IRS   |                                                                   |
| 08 | Michel Nivelt        |       | IRS   | Décorateur                                                        |
| 09 | Raymond Turco        |       | IRS   | Directeur de garage                                               |
| 10 | Georges Baudart      |       | IRS   | Cadre commercial                                                  |

### Liste du Mouvement fédériste
| N° | Candidats         | Parti | Parti    | Principales fonctions                                          |
| -- | ----------------- | ----- | -------- | -------------------------------------------------------------- |
| 01 | Joseph Archer     |       | Rép.ind. | Ingénieur des Arts et Métiers, ancien député de la Haute-Loire |
| 02 | Andrée Besson     |       | Rép.ind. | Docteur en médecine                                            |
| 03 | Lucien Coquet     |       | Rép.ind. | Directeur commercial                                           |
| 04 | Jacques Enfer     |       | Rép.ind. | Journaliste                                                    |
| 05 | Jean Desbouis     |       | Rép.ind. | Ingénieur                                                      |
| 06 | Jean Arabia       |       | Rép.ind. | Horloger-bijoutier                                             |
| 07 | Jacques Krugell   |       | Rép.ind. | Assureur                                                       |
| 08 | Lucien Boidart    |       | Rép.ind. | Imprimeur typographe                                           |
| 09 | Julien Potard     |       | Rép.ind. | Garagiste                                                      |
| 10 | Charlotte Freslon |       | Rép.ind. |                                                                |

## Candidats (deuxième circonscription)

### Liste du Rassemblement du peuple français
| N° | Candidats                   | Parti | Parti | Principales fonctions                                                                                        |
| -- | --------------------------- | ----- | ----- | --- |
| 01 | Louis Pasteur Vallery-Radot |       | RPF   | Membre de l'Académie Française et de l'Académie de Médecine                                                  |
| 02 | Pierre Ferri                |       | RPF   | Courtier en valeurs mobilières, Vice-Président du Conseil municipal de Paris, conseiller général de la Seine |
| 03 | René Moatti                 |       | RPF   | Avocat à la Cour de Paris, conseiller municipal de Paris, conseiller général de la Seine                     |
| 04 | Dominique Ponchardier       |       | RPF   | Compagnon de la Libération, homme de lettres                                                                 |
| 05 | Jacques Féron               |       | RPF   | Directeur commercial, Vice-Président du Conseil municipal de Paris, conseiller général de la Seine           |
| 06 | Jacqueline Meunier          |       | RPF   | Présidente de la section féminine des patronages de la Seine                                                 |
| 07 | Louise Courleux             |       | RPF   | Membre de l'Union nationale des femmes                                                                       |
| 08 | Raymond Capillon            |       | RPF   | Conseiller juridique                                                                                         |
| 09 | François Lemaire            |       | RPF   | Docteur en médecine                                                                                          |
| 10 | René Fayssat                |       | RPF   | Avocat à la Cour de Paris                                                                                    |
| 11 | Henri Jouy                  |       | RPF   | Avocat à la Cour de Paris, conseiller municipal de Paris, conseiller général de la Seine                     |

### Liste d'Union républicaine résistante et antifasciste - PCF
| N° | Candidats            | Parti | Parti | Principales fonctions                                                                            |
| -- | -------------------- | ----- | ----- | ------------------------------------------------------------------------------------------------ |
| 01 | Marcel Cachin        |       | PCF   | Professeur de philosophie, directeur de L'Humanité, député sortant                               |
| 02 | Jeannette Vermeersch |       | PCF   | Ouvrière du textile, député sortant                                                              |
| 03 | Gaston Auguet        |       | PCF   | Inspecteur des contributions indirectes, vice-président de l'Assemblée nationale, député sortant |
| 04 | Pierre Daix          |       | PCF   | Écrivain, ancien déporté, rédacteur en chef de Ce Soir                                           |
| 05 | Albert Ouzoulias     |       | PCF   | Employé, Colonel André de l'état-major national des FTP, conseiller municipal de Paris           |
| 06 | Germaine Barjon      |       | PCF   | Employée, ancienne déportée, conseillère municipale de Paris                                     |
| 07 | Maurice Ensergueix   |       | PCF   | Inspecteur adjoint des PTT, maire adjoint révoqué du 1er arrondissement                          |
| 08 | Lucienne Mazelin     |       | PCF   | Employée, conseillère municipale de Paris                                                        |
| 09 | Jean Brard           |       | PCF   | Cheminot révoqué                                                                                 |
| 10 | Jean Braun           |       | PCF   | Employé, maire adjoint révoqué du 2ème arrondissement                                            |
| 11 | Justine Mayeur       |       | PCF   | Infirmière des hôpitaux, maire adjoint du 18ème arrondissement                                   |

### Liste d'union présentée par le Rassemblement des gauches républicaines et le Parti radical-socialiste
| N° | Candidats           | Parti | Parti          | Principales fonctions                                                                     |
| -- | ------------------- | ----- | -------------- | ----------------------------------------------------------------------------------------- |
| 01 | Bernard Lafay       |       | Radical        | Médecin, conseiller municipal de Paris, sénateur de la Seine                              |
| 02 | Pierre de Léotard   |       | RGR            | Commissaire de sociétés                                                                   |
| 03 | Georges Copigneaux  |       | Rép.socialiste | Ingénieur                                                                                 |
| 04 | Marianne Verger     |       | RGR            | Conseillère de l'Union Française, mère de famille                                         |
| 05 | Jean-J. Stefanelly  |       | Radical-RGR    | Artisan radio-électricien, Président de la Confédération générale de l'artisanat français |
| 06 | Pierre-E. Buffetaud |       | Radical-RGR    | Directeur de société                                                                      |
| 07 | Robert Tenger       |       | Rad.ind.       | Avocat à la Cour d'Appel de Paris                                                         |
| 08 | René Marchand       |       | Radical-RGR    | Administrateur, membre de la Réconciliation française                                     |
| 09 | Gaston Richard      |       | Radical-RGR    | Commerçant                                                                                |
| 10 | Ange Bonavita       |       | Radical-RGR    | Receveur buraliste                                                                        |
| 11 | Étienne Goulon      |       | Radical-RGR    | Docteur en droit                                                                          |

### Liste d'Union des indépendants et des républicains nationaux
| N° | Candidats                | Parti | Parti | Principales fonctions                                                        |
| -- | ------------------------ | ----- | ----- | ---------------------------------------------------------------------------- |
| 01 | Joseph Denais            |       | CNIP  | Député sortant, Président de la Caisse des dépôts et consignations           |
| 02 | Robert Betolaud          |       | CNIP  | Député sortant, ancien ministre, avocat à la Cour, Médaille de la Résistance |
| 03 | Stanislas Sicé           |       | CNIP  | Maire du 16ème arrondissement                                                |
| 04 | Eugène Guernier          |       | CNIP  | Industriel                                                                   |
| 05 | Geneviève Jaudoin-Prom   |       | CNIP  | Représentante internationale des Mères de France, ancienne résistante        |
| 06 | Robert Gieules           |       | CNIP  | Industriel, ancien déporté                                                   |
| 07 | Pierre Benoist           |       | CNIP  | Conseiller municipal de Paris, conseiller général de la Seine                |
| 08 | H. Léon Béraud           |       | CNIP  | Commerçant détaillant, Président de la Chambre syndicale des quincailliers   |
| 09 | Edmond Zedet             |       | CNIP  | Ingénieur                                                                    |
| 10 | Marguerite Cornu-Thénard |       | CNIP  | Assistante sociale et infirmière diplômée d'État                             |
| 11 | Raymond Audibert         |       | CNIP  | Administrateur de sociétés                                                   |

### Liste du Parti socialiste SFIO
| N° | Candidats          | Parti | Parti | Principales fonctions |
| -- | ------------------ | ----- | ----- | --- |
| 01 | Daniel Mayer       |       | SFIO  | Ancien Ministre du Travail, ancien membre du Conseil national de la résistance, Rosette de la Résistance, député sortant |
| 02 | Marie-Louise Payen |       | SFIO  | Ancienne résistante déportée                                                                                             |
| 03 | Gaston Gévaudan    |       | SFIO  | Employé de banque, conseiller municipal de Paris, conseiller général de la Seine                                         |
| 04 | Charles Cottin     |       | SFIO  | Employé des PTT, conseiller municipal de Paris, conseiller général de la Seine                                           |
| 05 | Lucien Angot       |       | SFIO  | Sous-directeur commercial                                                                                                |
| 06 | Paul Tixier        |       | SFIO  | Inspecteur RATP |
| 07 | Hector Morelot     |       | SFIO  | Avocat à la Cour d'Appel de Paris                                                                                        |
| 08 | Claude Fuzier      |       | SFIO  | Employé de presse |
| 09 | Paquita Claude     |       | SFIO  | Artiste dramatique |
| 10 | Louis Bonnard      |       | SFIO  | Journaliste |
| 11 | Georges Tribert    |       | SFIO  | Ingénieur, ancien maire de Meudon, Médaille de la Résistance                                                             |

### Liste du Mouvement républicain populaire
| N° | Candidats                | Parti | Parti | Principales fonctions                                                                          |
| -- | ------------------------ | ----- | ----- | ---------------------------------------------------------------------------------------------- |
| 01 | Robert Lecourt           |       | MRP   | Député sortant, ancien ministre, avocat à la Cour, Rosette de la Résistance                    |
| 02 | José Dupuis              |       | MRP   | Député sortant, professeur de cours complémentaire, Médaille de la Résistance                  |
| 03 | Jacques-Fernand Schwartz |       | MRP   | Ancien Gouverneur militaire de Strasbourg, général de division (CR), Médaille de la Résistance |
| 04 | Jean Dessaint            |       | MRP   | Licencié en droit                                                                              |
| 05 | Marcel Dausse            |       | MRP   | Employé                                                                                        |
| 06 | Marie-Louise Goniche     |       | MRP   | Professeur agrégée d'Anglais                                                                   |
| 07 | Étienne Kettler          |       | MRP   | Secrétaire comptable                                                                           |
| 08 | Henri Jallois            |       | MRP   | Commerçant                                                                                     |
| 09 | Pierre Wenger            |       | MRP   | Facteur des PTT                                                                                |
| 10 | Georges Le Brun Keris    |       | MRP   | Conseiller de l'Union Française, journaliste et écrivain                                       |
| 11 | Antoine Giudicelli       |       | MRP   | Avocat à la Cour                                                                               |

### Liste d'Unité nationale et des indépendants républicains
| N° | Candidats           | Parti | Parti | Principales fonctions                               |
| -- | ------------------- | ----- | ----- | --------------------------------------------------- |
| 01 | Jacques Isorni      |       | UNIR  | Avocat à la Cour d'Appel de Paris                   |
| 02 | Jean Decoux         |       | UNIR  | Officier général de la Marine                       |
| 03 | Odette Moreau       |       | UNIR  | Avocat à la Cour                                    |
| 04 | Pierre Henry        |       | UNIR  | Administrateur de sociétés                          |
| 05 | André Moulinier     |       | UNIR  | Rédacteur                                           |
| 06 | Joël Serieyx        |       | UNIR  | Directeur de "l'Application industrielle mécanique" |
| 07 | Jean Corcol         |       | UNIR  | Négociant en vins                                   |
| 08 | Michel Morel        |       | UNIR  | Employé de banque                                   |
| 09 | André Tincq         |       | UNIR  | Commerçant                                          |
| 10 | Georges Palous      |       | UNIR  | Agent SNCF                                          |
| 11 | Pierre Le Poittevin |       | UNIR  | Ingénieur conseil                                   |

### Liste du Cartel des gauches indépendantes
| N° | Candidats               | Parti | Parti | Principales fonctions                                                 |
| -- | ----------------------- | ----- | ----- | --------------------------------------------------------------------- |
| 01 | Claude Bourdet          |       | DVG   | Journaliste, ancien député de Constantine, Compagnon de la Libération |
| 02 | Maurice Lacroix         |       | DVG   | Professeur, ancien député de Constantine                              |
| 03 | Gilbert Amarens         |       | DVG   | Comptable au Gaz de France                                            |
| 04 | Robert Wetzel           |       | DVG   | Expert comptable, ancien député MRP de la Seine                       |
| 05 | Yvonne Netter           |       | DVG   | Avocate, ancienne résistante                                          |
| 06 | Jacques Rousseau        |       | DVG   | Radio-électricien                                                     |
| 07 | Hélène Emmanuel         |       | DVG   | Ingénieur chimiste énergie atomique                                   |
| 08 | André Duteil            |       | DVG   | Professeur                                                            |
| 09 | Thérèse Cleuset         |       | DVG   | Commerçante                                                           |
| 10 | Henri-Constant Fournier |       | DVG   | Retraité SNCF, conseiller municipal du Plessis-Robinson               |
| 11 | Georgette Gérard        |       | DVG   | Employée                                                              |

### Liste du Mouvement fédériste
| N° | Candidats         | Parti | Parti         | Principales fonctions    |
| -- | ----------------- | ----- | ------------- | ------------------------ |
| 01 | Charles Terrier   |       | Divers droite | Architecte               |
| 02 | Gilbert Sorlin    |       | Divers droite | Directeur de contentieux |
| 03 | Jean Lagarde      |       | Divers droite | Architecte               |
| 04 | Georges Montaigne |       | Divers droite | Ingénieur                |
| 05 | Denise Montaigne  |       | Divers droite | Secrétaire               |
| 06 | René Diomède      |       | Divers droite | Constructeur radio       |
| 07 | André Frapier     |       | Divers droite | Céramiste                |
| 08 | Lucien Jehan      |       | Divers droite | Chef de fabrication      |
| 09 | Henri Chane       |       | Divers droite | Comptable                |
| 10 | Marie Machet      |       | Divers droite | Institutrice publique    |
| 11 | Yvonne Krugell    |       | Divers droite |                          |

### Liste Républicaine, démocrate, réformiste, indépendante
| N° | Candidats           | Parti | Parti         | Principales fonctions       |
| -- | ------------------- | ----- | ------------- | --------------------------- |
| 01 | Léon Hergault       |       | Divers centre | Mandataire                  |
| 02 | Robert Leblanc      |       | Divers centre | Industriel                  |
| 03 | Albert Chevalier    |       | Divers centre | Courtier en publicité       |
| 04 | André Dupont        |       | Divers centre | Joaillier                   |
| 05 | Claude Laury        |       | Divers centre | Tailleur                    |
| 06 | Robert Vibert       |       | Divers centre | Employé AFP                 |
| 07 | Claudette Hennebert |       | Divers centre | Représentante               |
| 08 | Charles Sidoux      |       | Divers centre | Commerçant                  |
| 09 | Maurice Boivent     |       | Divers centre | Façonnier lino              |
| 10 | Pierre Martel       |       | Divers centre | Éditeur, professeur de judo |
| 11 | Auguste Robert      |       | Divers centre | Chef typographe             |

### Liste d'Entente démocratique indépendante
| N° | Candidats            | Parti | Parti    | Principales fonctions                    |
| -- | -------------------- | ----- | -------- | ---------------------------------------- |
| 01 | Pierre Simon         |       | Rép.ind. | Consul financier                         |
| 02 | Jean Pondaven        |       | Rép.ind. | Industriel                               |
| 03 | Léon Migeon          |       | Rép.ind. | Journaliste                              |
| 04 | Georges Moyse-Breton |       | Rép.ind. | Auteur chansonnier                       |
| 05 | Rachel-Anne Schulé   |       | Rép.ind. | Journaliste, ancienne résistante         |
| 06 | Jacques Tramoni      |       | Rép.ind. | Capitaine en retraite                    |
| 07 | Paulette Jobert      |       | Rép.ind. | Assistante radiologie                    |
| 08 | Robert Parlange      |       | Rép.ind. | Agent de service aux affaires étrangères |
| 09 | Ernest Lemois        |       | Rép.ind. | Employé                                  |
| 10 | Charles Bouillin     |       | Rép.ind. | Employé                                  |
| 11 | Monique Tordeur      |       | Rép.ind. | Commerçante                              |

## Candidats (troisième circonscription)

### Liste d'Union républicaine résistante et antifasciste - PCF
| N° | Candidats        | Parti | Parti | Principales fonctions                                                               |
| -- | ---------------- | ----- | ----- | ----------------------------------------------------------------------------------- |
| 01 | Florimond Bonte  |       | PCF   | Député sortant, journaliste                                                         |
| 02 | Georges Cogniot  |       | PCF   | Député sortant, professeur agrégé                                                   |
| 03 | Raymond Guyot    |       | PCF   | Secrétaire de la fédération de la Seine du PCF, ancien résistant                    |
| 04 | Madeleine Marzin |       | PCF   | Conseillère municipale de Paris, institutrice                                       |
| 05 | Auguste Touchard |       | PCF   | Député sortant, ancien tourneur au métro                                            |
| 06 | Raymond Bossus   |       | PCF   | Conseiller municipal de Paris, ouvrier du bâtiment                                  |
| 07 | Gabriel Pioro    |       | PCF   | Professeur agrégé, ancien maire du 19ème arrondissement (révoqué), ancien résistant |
| 08 | Louise Travers   |       | PCF   | Commerçante, ancienne résistante                                                    |
| 09 | Claude Loignon   |       | PCF   | Ouvrier métallurgiste, ancien résistant                                             |
| 10 | Pierre Mialet    |       | PCF   | Employé, ancien maire du 3ème arrondissement (révoqué)                              |
| 11 | Séverin Trillant |       | PCF   | Employé des PTT, ancien résistant                                                   |

### Liste du Rassemblement du peuple français
| N° | Candidats          | Parti | Parti | Principales fonctions                                                               |
| -- | ------------------ | ----- | ----- | ----------------------------------------------------------------------------------- |
| 01 | Christian Fouchet  |       | RPF   | Médaille de la Résistance                                                           |
| 02 | Jean Grousseaud    |       | RPF   | Avocat à la Cour, député sortant, conseiller municipal de Paris                     |
| 03 | Jean-Louis Vigier  |       | RPF   | Journaliste, conseiller municipal de Paris, Rosette de la Résistance                |
| 04 | Paul Curey         |       | RPF   | Électricien                                                                         |
| 05 | Alex Moscovitch    |       | RPF   | Commerçant, Vice-Président du conseil municipal de Paris, Médaille de la Résistance |
| 06 | Georges Bourriquet |       | RPF   | Ajusteur                                                                            |
| 07 | Suzanne Reyne      |       | RPF   | Institutrice publique                                                               |
| 08 | André Gautherot    |       | RPF   | Professeur de l'enseignement libre                                                  |
| 09 | Maurice Oudinot    |       | RPF   | Administrateur civil à la Préfecture de la Seine, Médaille de la Résistance         |
| 10 | Raoul Wurtz        |       | RPF   | Employé de commerce                                                                 |
| 11 | Pierre Lemerle     |       | RPF   | Représentant                                                                        |

### Liste du Parti socialiste SFIO
| N° | Candidats                | Parti | Parti | Principales fonctions |
| -- | ------------------------ | ----- | ----- | --- |
| 01 | André Le Troquer         |       | SFIO  | Avocat à la Cour d'appel de Paris, Premier vice-président de l'Assemblée nationale, ancien ministre, conseiller municipal de Paris, conseiller général de la Seine, député sortant |
| 02 | Roger Priou-Valjean      |       | SFIO  | Médaille de la Résistance avec rosette, conseiller municipal de Paris, conseiller général de la Seine                                                                              |
| 03 | Xavier Péladan           |       | SFIO  | Employé des PTT, Médaille de la Résistance, conseiller municipal de Paris, conseiller général de la Seine                                                                          |
| 04 | Laure Joligeon-Chaudière |       | SFIO  | Membre de l'enseignement |
| 05 | François Galy            |       | SFIO  | Plombier-couvreur |
| 06 | Henri Billebaut          |       | SFIO  | Chef de groupe RATP |
| 07 | Michèle Cibot            |       | SFIO  | Assistante sociale |
| 08 | Michel Sauret            |       | SFIO  | Fondé de pouvoirs, ancien résistant |
| 09 | Louis Soubrouillard      |       | SFIO  | Instituteur |
| 10 | Daniel Vogelhut          |       | SFIO  | Employé de rayon |
| 11 | Octave Chanlot           |       | SFIO  | Directeur d'école |

### Liste du Rassemblement des gauches républicaines et indépendants pour la défense des classes moyennes des salaires et des vieux
| N° | Candidats          | Parti | Parti                    | Principales fonctions                       |
| -- | ------------------ | ----- | ------------------------ | ------------------------------------------- |
| 01 | André Hugues       |       | Radical                  | Député sortant, représentant H.E.C.         |
| 02 | Eugène Rigal       |       | Républicain ind.         | Député sortant, expert comptable            |
| 03 | Lucien Picot       |       | UDSR                     | Ingénieur électricien                       |
| 04 | Charles Martinetti |       | RGR                      | Inspecteur des écoles de la Ville de Paris  |
| 05 | Odette Rispal      |       | All.dém.                 | Représentante P.M.E.                        |
| 06 | Georges Roger      |       | Réconciliation Française | Décorateur                                  |
| 07 | Lucienne Castelle  |       | Républicain ind.         | Secrétaire générale adjoint Union Nationale |
| 08 | Laurent Vigouroux  |       | Républicain ind.         | Retraité                                    |
| 09 | Paul Perrot        |       | Radical                  | Maitre artisan                              |
| 10 | Robert Zaepfel     |       | Républicain ind.         | Cheminot                                    |
| 11 | Maurice Clément    |       | Républicain ind.         | Restaurateur                                |

### Liste d'Union des indépendants et des républicains nationaux
| N° | Candidats             | Parti | Parti | Principales fonctions    |
| -- | --------------------- | ----- | ----- | ------------------------ |
| 01 | Pierre Guérard        |       | PRL   | Ingénieur diplômé E.T.P. |
| 02 | Raymond Collieux      |       | PRL   | Rédacteur juridique      |
| 03 | Louis-Léonce Eustache |       | PRL   | Négociante               |
| 04 | André Dauphin         |       | PRL   | Ingénieur constructeur   |
| 05 | Anne-Marie Lamy       |       | CNIP  | Chirurgien-dentiste      |
| 06 | Pierre Ledieu         |       | CNIP  | Architecte               |
| 07 | Marcelle Ogliastri    |       | CNIP  | Docteur en médecine      |
| 08 | Pierre Vayron         |       | PRL   | Clerc de notaire         |
| 09 | Alphonse Barreau      |       | CNIP  | Agent de préfecture      |
| 10 | Albert Michel         |       | CNIP  | Ingénieur                |
| 11 | Maurice Mauchamp      |       | PRL   | Directeur technique      |

### Liste du Mouvement républicain populaire
| N° | Candidats         | Parti | Parti | Principales fonctions |
| -- | ----------------- | ----- | ----- | --- |
| 01 | Francine Lefebvre |       | MRP   | Député sortant, militante syndicaliste                                                                                             |
| 02 | Jean Hubert       |       | MRP   | Député sortant, administrateur d'œuvres sociales                                                                                   |
| 03 | Roger Lauriot     |       | MRP   | Technicien de l'aéronautique |
| 04 | Paul Guillaumin   |       | MRP   | Secrétaire général de direction |
| 05 | Joseph Le Dreff   |       | MRP   | Employé à la caisse centrale de la mutualité agricole                                                                              |
| 06 | Jacques Lucotte   |       | MRP   | Employé de bureau |
| 07 | Adrien Blavignac  |       | MRP   | Commerçant |
| 08 | Henri Gouffé      |       | MRP   | Contremaitre d'imprimerie |
| 09 | Michel Pairault   |       | MRP   | Agent de maitrise |
| 10 | Louis Bonnet      |       | MRP   | Ouvrier dans l'industrie des produits chimiques                                                                                    |
| 11 | Max André         |       | MRP   | Expert financier près les tribunaux, Conseiller de l'Union Française, ancien Conseiller de la République, Rosette de la Résistance |

### Liste d'Union des républicains indépendants nationaux pour la défense des contribuables, présentée par l'UNIR
| N° | Candidats           | Parti | Parti | Principales fonctions              |
| -- | ------------------- | ----- | ----- | ---------------------------------- |
| 01 | Lucien Besset       |       | UNIR  | Entrepreneur de travaux publics    |
| 02 | Louis Bouchy        |       | UNIR  | Industriel                         |
| 03 | Jean Chaplain       |       | UNIR  | Visiteur médical                   |
| 04 | Emile Thomas        |       | UNIR  | Professeur                         |
| 05 | Alexandre Guillaume |       | UNIR  | Secrétaire                         |
| 06 | Prisca François     |       | UNIR  | Commerçante                        |
| 07 | Adrien Gay          |       | UNIR  | Commis principal d'agent de change |
| 08 | Charles Bourgeois   |       | UNIR  | Artisan tailleur                   |
| 09 | Edouard Mennecier   |       | UNIR  | Comptable                          |
| 10 | Charles Clavel      |       | UNIR  | Retraité                           |
| 11 | Charles Péraud      |       | UNIR  | Administrateur                     |

### Liste du Mouvement fédériste
| N° | Candidats       | Parti | Parti         | Principales fonctions      |
| -- | --------------- | ----- | ------------- | -------------------------- |
| 01 | Jean Archer     |       | Divers droite | Constructeur mécanicien    |
| 02 | Jean Carré      |       | Divers droite | Remisier                   |
| 03 | Maurice Rougie  |       | Divers droite | Ingénieur des Mines        |
| 04 | Albert Drouet   |       | Divers droite | Architecte                 |
| 05 | André Pinay     |       | Divers droite | Commerçant                 |
| 06 | Irène Horvath   |       | Divers droite | Secrétaire                 |
| 07 | Jacques Besson  |       | Divers droite | Négociant                  |
| 08 | Roger Veyrières |       | Divers droite | Commerçant                 |
| 09 | Jean Lascaux    |       | Divers droite | Organisateur de spectacles |
| 10 | Albert Freslon  |       | Divers droite |                            |
| 11 | Marcel Honoré   |       | Divers droite | Ingénieur                  |

### Liste des Indépendants de la Quatrième Force
| N° | Candidats         | Parti | Parti         | Principales fonctions       |
| -- | ----------------- | ----- | ------------- | --------------------------- |
| 01 | Louis Germain     |       | Divers droite | Fonctionnaire               |
| 02 | Jacques Blanc     |       | Divers droite | Propriétaire                |
| 03 | Lucien Ronget     |       | Divers droite | Chef d'escadron en retraite |
| 04 | Lucien Susbielle  |       | Divers droite | Editeur                     |
| 05 | Idelette Morch    |       | Divers droite | Fonctionnaire               |
| 06 | Pierre Tigeot     |       | Divers droite | Ingénieur                   |
| 07 | Marguerite Cabane |       | Divers droite | Rédacteur                   |
| 08 | Adrien Cathala    |       | Divers droite | Commerçant                  |
| 09 | André Piolot      |       | Divers droite | Commerçant                  |
| 10 | Madeleine Vallet  |       | Divers droite | Secrétaire                  |
| 11 | Louis Faventines  |       | Divers droite | Ingénieur électricien       |

### Liste du Cartel des gauches indépendantes
| N° | Candidats          | Parti | Parti         | Principales fonctions                              |
| -- | ------------------ | ----- | ------------- | -------------------------------------------------- |
| 01 | Charles d'Aragon   |       | Divers gauche | Publiciste, député sortant MRP des Hautes-Pyrénées |
| 02 | André Troche       |       | Divers gauche | Pasteur                                            |
| 03 | Jean Chauvin       |       | Divers gauche | Journaliste                                        |
| 04 | Robert Lucente     |       | Divers gauche | Agent de maîtrise à la Régie Renault               |
| 05 | Denise Belard      |       | Divers gauche | Professeur                                         |
| 06 | Charles Lévine     |       | Divers gauche | Négociant                                          |
| 07 | Henri Dillot       |       | Divers gauche | Secrétaire                                         |
| 08 | Louis Lecorvaisier |       | Divers gauche | Inspecteur d'assurances                            |
| 09 | Henri Crumière     |       | Divers gauche | Employé                                            |
| 10 | Jean Ainé          |       | Divers gauche | Libraire                                           |
| 11 | Jean Krust         |       | Divers gauche | Secrétaire                                         |

### Liste d'Union des mécontents antipartis et indépendants nationaux
| N° | Candidats            | Parti | Parti         | Principales fonctions    |
| -- | -------------------- | ----- | ------------- | ------------------------ |
| 01 | Albert Villot        |       | Divers droite | Avocat à la Cour         |
| 02 | André Faillet        |       | Divers droite | Journaliste              |
| 03 | Pierre-Émile Menuet  |       | Divers droite | Avocat à la Cour d'Appel |
| 04 | Édouard Salles       |       | Divers droite | Industriel               |
| 05 | Jean Guyot           |       | Divers droite | Ajusteur                 |
| 06 | Andrée Cailleton     |       | Divers droite |                          |
| 07 | Henri Prieur         |       | Divers droite | Négociant                |
| 08 | Jacqueline Demeausse |       | Divers droite | Secrétaire               |
| 09 | André Mousset        |       | Divers droite | Journaliste              |
| 10 | Arlette Perret       |       | Divers droite |                          |
| 11 | Charles Coignard     |       | Divers droite | Chef comptable           |

### Liste du Mouvement républicain indépendant
| N° | Candidats                  | Parti | Parti         | Principales fonctions                          |
| -- | -------------------------- | ----- | ------------- | ---------------------------------------------- |
| 01 | Paul Verneyras             |       | Divers droite | Député sortant MRP, administrateur de sociétés |
| 02 | Hippolyte dit Paul Lancien |       | Divers droite | Administrateur général                         |
| 03 | Sylvain Tenoudji           |       | Divers droite | Docteur en médecine                            |
| 04 | René Houlbert              |       | Divers droite | Agent technique                                |
| 05 | Marie Renault              |       | Divers droite | Secrétaire                                     |
| 06 | Georges Aubert             |       | Divers droite | Agent de wagon-restaurant                      |
| 07 | Paul Duffaud               |       | Divers droite | Industriel                                     |
| 08 | Blanche Piecq              |       | Divers droite | Commerçante                                    |
| 09 | Gaston Baumgart            |       | Divers droite | Commerçant                                     |
| 10 | Roger-Augustin Jutteau     |       | Divers droite | Commerçant                                     |
| 11 | Jean Touzet                |       | Divers droite | Secrétaire général de société                  |

### Liste de l'Union nationale républicaine économique et sociale
| N° | Candidats            | Parti | Parti         | Principales fonctions                                                                          |
| -- | -------------------- | ----- | ------------- | ---------------------------------------------------------------------------------------------- |
| 01 | Marcel Lévêque       |       | UDSR          | Entrepreneur de travaux publics, conseiller municipal de Paris, conseiller général de la Seine |
| 02 | Louis Chambon        |       | Divers droite | Industriel                                                                                     |
| 03 | Victorine Lefebvre   |       | UDSR          | Commerçante                                                                                    |
| 04 | Raoul Parat          |       | Divers droite | Commerçant droguiste                                                                           |
| 05 | Julien Caillard      |       | Soc.ind.      | Employé PTT                                                                                    |
| 06 | André Biétry         |       | UDSR          | Secrétaire de direction                                                                        |
| 07 | Pierre Jarrige       |       | RPF diss.     | Artisan électricien                                                                            |
| 08 | Pierre Pot           |       | Divers droite | Magasinier                                                                                     |
| 09 | André Gautier-Walter |       | UDSR          | Professeur à l'Institut international d'études et de recherches diplomatiques                  |
| 10 | Paul Maillet         |       | Divers droite | Docteur en médecine                                                                            |
| 11 | Lucien Pierrot       |       | UDSR          | Architecte                                                                                     |

### Liste indépendante de concentration républicaine et socialiste
| N° | Candidats                    | Parti | Parti    | Principales fonctions                                  |
| -- | ---------------------------- | ----- | -------- | ------------------------------------------------------ |
| 01 | Maurice Hirschovitz          |       | Soc.ind. | Avocat à la Cour, ancien conseiller municipal de Paris |
| 02 | Léon Lazurik                 |       | Soc.ind. | Commerçant                                             |
| 03 | Madeleine Fleurat            |       | Soc.ind. | Commerçante                                            |
| 04 | Ginette Lefrère              |       | Soc.ind. | Commerçante                                            |
| 05 | Marcel Garnier               |       | Soc.ind. | Directeur honoraire à la Préfecture de la Seine        |
| 06 | Marguerite Baux              |       | DVD      | Industriel                                             |
| 07 | Louise Lieugaut              |       | DVD      | Concierge                                              |
| 08 | Lucien Grospierre-Tochenet   |       | Soc.ind. | Architecte                                             |
| 09 | Marie Tessier dite Rossignon |       | DVD      | Commerçante                                            |
| 10 | Madeleine Morillon           |       | DVD      | Commerçante                                            |
| 11 | Romain Bourgeois             |       | DVD      | Employé                                                |

## Candidats (Quatrième circonscription)

### Liste d'Union républicaine résistante et antifasciste - PCF
| N° | Candidats                       | Parti | Parti | Principales fonctions |
| -- | ------------------------------- | ----- | ----- | --- |
| 01 | Maurice Thorez                  |       | PCF   | Mineur, secrétaire général du PCF, ancien Vice-Président du Conseil, député sortant                                                             |
| 02 | Alfred Malleret-Joinville       |       | PCF   | Général, chef d'état-major des FFI, député sortant                                                                                              |
| 03 | Marie-Claude Vaillant-Couturier |       | PCF   | Ancienne déportée, député sortant |
| 04 | Roger Linet                     |       | PCF   | Métallurgiste, secrétaire du syndicat CGT de la Régie Renault, ancien résistant déporté                                                         |
| 05 | Albert Petit                    |       | PCF   | Fonctionnaire, maire de Bagneux, député sortant                                                                                                 |
| 06 | Georges Marrane                 |       | PCF   | Métallurgiste, Sénateur de la Seine, maire d'Ivry-sur-Seine, conseiller général de la Seine, ancien ministre, ancien dirigeant de la Résistance |
| 07 | Robert Deloche                  |       | PCF   | Fourreur, maire de Joinville-le-Pont, conseiller général de la Seine, ancien commandant FFI                                                     |
| 08 | Léon Salagnac                   |       | PCF   | Charpentier, maire de Malakoff, conseiller général de la Seine, ancien résistant                                                                |
| 09 | André Bolze                     |       | PCF   | Employé, conseiller municipal de Maisons-Alfort, conseiller général de la Seine, ancien résistant déporté                                       |

### Liste du Rassemblement du peuple français
| N° | Candidats          | Parti | Parti | Principales fonctions                                                               |
| -- | ------------------ | ----- | ----- | ----------------------------------------------------------------------------------- |
| 01 | Louis Vallon       |       | RPF   | Médaille de la Résistance, ancien directeur-adjoint du cabinet du Général de Gaulle |
| 02 | Michel Peytel      |       | RPF   | Médaille de la Résistance, député sortant, ancien déporté                           |
| 03 | Irène de Lipkowski |       | RPF   | Veuve d'un déporté mort pour la France, maire adjoint d'Orly                        |
| 04 | Henri Guérin       |       | RPF   | Ancien résistant, docteur en médecine gynécologue, maire de Charenton-le-Pont       |
| 05 | Raymond Poutier    |       | RPF   | Colonel d'aviation en retraite                                                      |
| 06 | Pierre Calmon      |       | RPF   | Journaliste, conseiller municipal de Joinville-le-Pont                              |
| 07 | Pierre Tourneux    |       | RPF   | Comptable agréé, maire adjoint de Châtillon-sous-Bagneux                            |
| 08 | Lucien Lapierre    |       | RPF   | Avocat à la Cour, inscrit au barreau de Paris, maire adjoint de Choisy-le-Roi       |
| 09 | Édouard Fromont    |       | RPF   | Employé d'assurances, maire adjoint du Kremlin-Bicêtre                              |

### Liste du Parti socialiste SFIO
| N° | Candidats            | Parti | Parti | Principales fonctions |
| -- | -------------------- | ----- | ----- | --- |
| 01 | Édouard Depreux      |       | SFIO  | Député sortant, ancien Ministre, maire de Sceaux, Médaille de la Résistance avec rosette                                                                                           |
| 02 | Raoul Bleuse         |       | SFIO  | Retraité, maire d'Alfortville |
| 03 | Marie-Louise Villien |       | SFIO  | Professeur agrégé au lycée Victor Hugo |
| 04 | Marcel Chrisostome   |       | SFIO  | Inspecteur retraité des PTT, maire de Châtillon-sous-Bagneux |
| 05 | Marius Vicariot      |       | SFIO  | Professeur honoraire au lycée Marcelin Berthelot, conseiller général de la Seine, conseiller municipal de Saint-Maur-des-Fossés Ancien président de la Ligue des droits de l'homme |
| 06 | Marcel David         |       | SFIO  | Ouvrier retraité des PTT, maire de Choisy-le-Roi |
| 07 | Maurice Dolivet      |       | SFIO  | Inspecteur principal des PTT, maire de Fontenay-aux-Roses |
| 08 | Alfred Sevestre      |       | SFIO  | Ouvrier boulanger, maire adjoint d'Issy-les-Moulineaux |
| 09 | Louis Thiéblot       |       | SFIO  | Professeur à la Faculté de Médecine, conseiller municipal d'Ivry-sur-Seine |

### Liste du Mouvement républicain populaire
| N° | Candidats       | Parti | Parti | Principales fonctions                                                |
| -- | --------------- | ----- | ----- | -------------------------------------------------------------------- |
| 01 | Paul Bacon      |       | MRP   | Député sortant, Ministre du Travail                                  |
| 02 | Louis Bour      |       | MRP   | Député sortant, inspecteur principal à la SNCF                       |
| 03 | Raymond Baugé   |       | MRP   | Organisateur comptable, Joinville-le-Pont                            |
| 04 | Irène Manceaux  |       | MRP   | Maire adjoint de Châtillon-sous-Bagneux                              |
| 05 | Michel Girard   |       | MRP   | Fonctionnaire des Finances, conseiller municipal du Plessis-Robinson |
| 06 | Georges Mercier |       | MRP   | Agent contractuel de l'État, Gentilly                                |
| 07 | Yvonne Desbois  |       | MRP   | Conseillère municipale d'Alfortville                                 |
| 08 | Louis Lepage    |       | MRP   | Ouvrier papetier-relieur, conseiller municipal de Nogent-sur-Marne   |
| 09 | René Liger      |       | MRP   | Mécanicien, conseiller municipal d'Ivry-sur-Seine                    |

### Liste du Rassemblement des gauches républicaines
| N° | Candidats         | Parti | Parti | Principales fonctions                                                                     |
| -- | ----------------- | ----- | ----- | ----------------------------------------------------------------------------------------- |
| 01 | Gaston Allemane   |       | RGR   | Ancien député socialiste, administrateur de presse, ancien conseiller général de la Seine |
| 02 | Jean Monsemps     |       | RGR   | Délégué d'organisation professionnelle                                                    |
| 03 | Antonin Rault     |       | RGR   | Conducteur de travaux                                                                     |
| 04 | Gaston Giraudeau  |       | RGR   | Directeur de transports                                                                   |
| 05 | Jacques Mellick   |       | RGR   | Employé d'administration                                                                  |
| 06 | Anne-Marie Morel  |       | RGR   | Masseuse                                                                                  |
| 07 | René Feyer        |       | RGR   | Courtier                                                                                  |
| 08 | François Balsière |       | RGR   | Cheminot                                                                                  |
| 09 | Anne-Marie Brunet |       | RGR   | Secrétaire                                                                                |

### Liste d'Union des républicains pour la défense de la liberté
| N° | Candidats       | Parti | Parti                    | Principales fonctions      |
| -- | --------------- | ----- | ------------------------ | -------------------------- |
| 01 | André Guillant  |       | Rép.ind.                 | Industriel                 |
| 02 | Claude Leclercq |       | RGR diss.                | Ingénieur                  |
| 03 | André Breton    |       | PRL                      | Chef de service commercial |
| 04 | Armand Moreau   |       | Indépendant              | Journaliste                |
| 05 | François Daviot |       | PRL                      | Electricien                |
| 06 | Marthe Avinin   |       | UDSR                     |                            |
| 07 | Raoul Crambes   |       | Réconciliation française | Comptable                  |
| 08 | André Peiron    |       | Radical                  | Ancien combattant          |
| 09 | Léon Husson     |       | PRL                      | Propriétaire               |

### Liste du Cartel des gauches indépendantes
| N° | Candidats       | Parti | Parti         | Principales fonctions                          |
| -- | --------------- | ----- | ------------- | ---------------------------------------------- |
| 01 | Jacques Madaule |       | Divers gauche | Professeur agrégé, maire d'Issy-les-Moulineaux |
| 02 | Jacques Nantet  |       | Divers gauche | Publiciste                                     |
| 03 | Henriette Gueit |       | Divers gauche | Professeur de lycée                            |
| 04 | Roland Filiatre |       | Divers gauche | Ouvrier d'État électricien                     |
| 05 | Fernand Grotte  |       | Divers gauche | Pensionné                                      |
| 06 | René Leclerc    |       | Divers gauche | Ouvrier boulanger                              |
| 07 | Paul Fraisse    |       | Divers gauche | Professeur                                     |
| 08 | Alfred Littman  |       | Divers gauche | Instituteur                                    |
| 09 | Jean Maynié     |       | Divers gauche | Chef comptable                                 |

### Liste des indépendants du Sud-Est Parisien
| N° | Candidats        | Parti | Parti | Principales fonctions           |
| -- | ---------------- | ----- | ----- | ------------------------------- |
| 01 | Georges Peter    |       | CNI   | Industriel                      |
| 02 | Henri Pau        |       | CNI   | Artisan                         |
| 03 | Raymond Ours     |       | CNI   | Avocat                          |
| 04 | André Le Nève    |       | CNI   | Employé de commerce             |
| 05 | Blanche Chéberry |       | CNI   | Employée                        |
| 06 | Michel Bonnafoux |       | CNI   | Commerçant                      |
| 07 | Louis Girardin   |       | CNI   | Ouvrier métallurgiste           |
| 08 | Jacques Castéra  |       | CNI   | Professeur d'éducation physique |
| 09 | Noël Brunet      |       | CNI   | Sculpteur, statuaire            |

### Liste des indépendants de gauche pour l'union des Français républicains, démocrates et socialistes
| N° | Candidats        | Parti | Parti | Principales fonctions                                                     |
| -- | ---------------- | ----- | ----- | ------------------------------------------------------------------------- |
| 01 | Henri Vergnolle  |       | DVG   | Architecte, conseiller municipal de Paris, conseiller général de la Seine |
| 02 | Edouard Delépine |       | DVG   | Conseiller technique                                                      |
| 03 | Jeanne Borcelle  |       | DVG   | Professeur enseignement technique                                         |
| 04 | Jacques Etienne  |       | DVG   | Docteur en médecine                                                       |
| 05 | Eugène Perrot    |       | DVG   | Cadre de banque                                                           |
| 06 | Gilbert Pradet   |       | DVG   | Négociant                                                                 |
| 07 | Joseph Ghiglione |       | DVG   | Maitre artisan verrier                                                    |
| 08 | Louis Chavignier |       | DVG   | Sculpteur                                                                 |
| 09 | Henri Larroque   |       | DVG   | Industriel                                                                |

### Liste du Parti national français
| N° | Candidats                      | Parti | Parti | Principales fonctions                       |
| -- | ------------------------------ | ----- | ----- | ------------------------------------------- |
| 01 | Georges Villaret, dit Jean Roy |       | PNF   | Directeur du journal "La Liberté du Peuple" |
| 02 | René Guillemette               |       | PNF   | Administrateur commercial, trésorier du PNF |
| 03 | Pierre Schaeffer               |       | PNF   | Journaliste                                 |
| 04 | Jeanne-Marie Lyonnet           |       | PNF   | Professeur d'Anglais                        |
| 05 | Henri Teyssier                 |       | PNF   | Architecte                                  |
| 06 | Jeanne Gandon                  |       | PNF   | Sténo-dactylo                               |
| 07 | Raymond Gestraud               |       | PNF   | Electricien                                 |
| 08 | Jean Boulanger                 |       | PNF   | Cuisinier                                   |
| 09 | René Briand                    |       | PNF   | Libraire                                    |

### Liste d'Union républicaine indépendante pour la défense de toutes les classes laborieuses de la nation
| N° | Candidats           | Parti | Parti       | Principales fonctions       |
| -- | ------------------- | ----- | ----------- | --------------------------- |
| 01 | Hanafi Lahmek       |       | Indépendant | Avocat à la Cour            |
| 02 | Constant Pairis     |       | Indépendant | Industriel et commerçant    |
| 03 | André Le Guen       |       | Indépendant | Inspecteur d'enregistrement |
| 04 | Pierre Malcuit      |       | Indépendant | Restaurateur                |
| 05 | Marie Debray        |       | Indépendant | Avocat à la Cour            |
| 06 | Albert Lévy-Valensi |       | Indépendant | Instructeur général         |
| 07 | Marie Page          |       | Indépendant |                             |
| 08 | Renée-Claude Ramboz |       | Indépendant | Avocat                      |
| 09 | Jean Ranzi          |       | Indépendant | Employé de commerce         |

## Candidats (Cinquième circonscription)

### Liste d'Union républicaine résistante et antifasciste - PCF
| N° | Candidats               | Parti | Parti | Principales fonctions                                           |
| -- | ----------------------- | ----- | ----- | --------------------------------------------------------------- |
| 01 | Étienne Fajon           |       | PCF   | Instituteur, directeur adjoint de L'Humanité, député sortant    |
| 02 | Alfred Costes           |       | PCF   | Ajusteur mécanicien, député sortant                             |
| 03 | Rose Guérin             |       | PCF   | Sténo-dactylo, ancienne résistante déportée, député sortant     |
| 04 | Waldeck L'Huillier      |       | PCF   | Ingénieur, maire de Gennevilliers, député sortant               |
| 05 | Marcelle Hertzog-Cachin |       | PCF   | Docteur en médecine, député sortant                             |
| 06 | Raymond Barbet          |       | PCF   | Ajusteur, conseiller général de la Seine, maire de Nanterre     |
| 07 | Rachel Lefort           |       | PCF   | Sténo-dactylo                                                   |
| 08 | Lucien Marrane          |       | PCF   | Métallurgiste, conseiller municipal de Levallois-Perret         |
| 09 | Jean Mercier            |       | PCF   | Maitre technicien radio, conseiller général de la Seine, Clichy |

### Liste du Rassemblement du peuple français
| N° | Candidats                 | Parti | Parti | Principales fonctions                                                                                           |
| -- | ------------------------- | ----- | ----- | --- |
| 01 | Edmond Barrachin          |       | RPF   | Député sortant, ancien membre des FFI                                                                           |
| 02 | Michel Maurice-Bokanowski |       | RPF   | Directeur de société, Compagnon de la Libération                                                                |
| 03 | Francis Caillet           |       | RPF   | Ouvrier pâtissier, ancien membre des FFI                                                                        |
| 04 | Hubert Balança            |       | RPF   | Entrepreneur de travaux publics, maire adjoint de Boulogne, ancien résistant déporté, Médaille de la Résistance |
| 05 | Edmond Pezé               |       | RPF   | Négociant en textile, maire adjoint de Neuilly-sur-Seine                                                        |
| 06 | Paul Bouchu               |       | RPF   | Représentant, maire de Colombes, ancien membre des FFI                                                          |
| 07 | Suzanne Blondeau          |       | RPF   | Pharmacien, maire adjoint de Clichy, Médaille de la Résistance                                                  |
| 08 | Jean-Paul Pourcel         |       | RPF   | Chef de bureau au Ministère des Anciens Combattants                                                             |
| 09 | Martial Massiani          |       | RPF   | Journaliste, conseiller général de la Seine, ancien Président du Conseil général                                |

### Liste du Parti socialiste SFIO
| N° | Candidats            | Parti | Parti | Principales fonctions                                                                                               |
| -- | -------------------- | ----- | ----- | --- |
| 01 | Albert Gazier        |       | SFIO  | Employé de commerce, député sortant, Ministre de l'Information, délégué de la Résistance à l'Assemblée constituante |
| 02 | Alphonse Le Gallo    |       | SFIO  | Conseiller général de la Seine, maire de Boulogne-Billancourt                                                       |
| 03 | Henri Navier         |       | SFIO  | Antiquaire, conseiller général de la Seine                                                                          |
| 04 | Madeleine Jacotot    |       | SFIO  | Institutrice publique                                                                                               |
| 05 | Joseph Galy          |       | SFIO  | Inspecteur des PTT                                                                                                  |
| 06 | Bernard Le Savouroux |       | SFIO  | Agent commercial, Colombes                                                                                          |
| 07 | Louis Bert           |       | SFIO  | Directeur du service technique de la mairie de Puteaux, maire de Suresnes                                           |
| 08 | Roger Raffaut        |       | SFIO  | Ouvrier chaudronnier, Clichy                                                                                        |
| 09 | Charles Serre        |       | SFIO  | Employé, maire adjoint de Boulogne-Billancourt                                                                      |

### Liste du Mouvement républicain populaire
| N° | Candidats       | Parti | Parti | Principales fonctions                                                             |
| -- | --------------- | ----- | ----- | --------------------------------------------------------------------------------- |
| 01 | Fernand Bouxom  |       | MRP   | Député sortant, conseiller municipal d'Épinay-sur-Seine                           |
| 02 | Yves Fagon      |       | MRP   | Député sortant, conseiller municipal de Clichy                                    |
| 03 | Jeanne Lucet    |       | MRP   | Institutrice de l'enseignement public, conseillère municipale de Levallois-Perret |
| 04 | Gabriel Ferrier |       | MRP   | Directeur commercial, conseiller général de la Seine                              |
| 05 | Charles Asselin |       | MRP   | Directeur commercial, maire adjoint d'Asnières-sur-Seine                          |
| 06 | Raymond Burgos  |       | MRP   | Chirurgien dentiste, conseiller municipal de Suresnes                             |
| 07 | André Gourbin   |       | MRP   | Employé de commerce, conseiller municipal de Nanterre                             |
| 08 | Marcel Soudy    |       | MRP   | Agent technique de l'aéronautique, Colombes                                       |
| 09 | Bernard Léger   |       | MRP   | Organisateur-conseil, Neuilly-sur-Seine                                           |

### Liste du Rassemblement des gauches républicaines et de l'Union démocratique et socialiste de la résistance
| N° | Candidats             | Parti | Parti       | Principales fonctions                                                                                      |
| -- | --------------------- | ----- | ----------- | --- |
| 01 | Joseph-Pierre Lanet   |       | UDSR        | Secrétaire général de l'UDSR, Rosette de la Résistance                                                     |
| 02 | Marcelle Kraemer-Bach |       | Radical     | Avocat à la Cour, ancienne résistante, ancienne militante de l'Union française pour le suffrage des femmes |
| 03 | Eugène-Paul Vannereau |       | Indépendant | Président national du mouvement "Défense des jeunes ménages"                                               |
| 04 | Henri Sorret          |       | Indépendant | Ingénieur conseil, délégué de l'Union fédérale des anciens prisonniers de guerre                           |
| 05 | Albertine Louf        |       | UDSR        | Maire adjoint de Suresnes                                                                                  |
| 06 | Henri Fourmis         |       | UDSR        | Conseiller municipal de Clichy, employé au Ministère de la Reconstruction                                  |
| 07 | Marcelle Desevaux     |       | Radical     | Présidente du comité radical de Nanterre                                                                   |
| 08 | René Dupont           |       | RGR         | Fabricant de vanneries, ancien résistant Libération-Nord                                                   |
| 09 | Edmond Calmels        |       | UDSR        | Décorateur sur métaux, Levallois-Perret                                                                    |

### Liste d'union des indépendants, des paysans et des républicains nationaux
| N° | Candidats        | Parti | Parti | Principales fonctions                                                            |
| -- | ---------------- | ----- | ----- | -------------------------------------------------------------------------------- |
| 01 | Auguste Luquet   |       | CNI   | Ingénieur divisionnaire de la Ville de Paris, conseiller général de la Seine     |
| 02 | André Gatefait   |       | CNI   | Entrepreneur de maçonnerie, maire adjoint d'Asnières-sur-Seine                   |
| 03 | Maurice Bosselet |       | CNI   | Fondeur, conseiller municipal de Neuilly-sur-Seine                               |
| 04 | Marie Michel     |       | CNI   | Institutrice libre                                                               |
| 05 | Roger Viet       |       | CNI   | Industriel                                                                       |
| 06 | Jules Cauquil    |       | CNI   | Commerçant, conseiller municipal de Gennevilliers                                |
| 07 | François Goumain |       | CNI   | Maitre ébéniste                                                                  |
| 08 | Robert Bracq     |       | CNI   | Industriel, maire adjoint de Bois-Colombes                                       |
| 09 | Charles Metman   |       | CNI   | Conservateur de musée, conseiller municipal et ancien maire de Neuilly-sur-Seine |

### Liste du Parti communiste internationaliste, section française de la 4ème Internationale
| N° | Candidats                 | Parti | Parti | Principales fonctions  |
| -- | ------------------------- | ----- | ----- | ---------------------- |
| 01 | Daniel Renard             |       | PCI   | Traceur                |
| 02 | Roger Foirier             |       | PCI   | Professeur de dessin   |
| 03 | Simonne Minguet           |       | PCI   | Dactylo                |
| 04 | Stéphane Just             |       | PCI   | Employé de la RATP     |
| 05 | Charles, dit Carle Margne |       | PCI   | Contrôleur des PTT     |
| 06 | Roger Marchand            |       | PCI   | Fraiseur               |
| 07 | Jean Gouttefangeas-Palon  |       | PCI   | Tourneur               |
| 08 | Janine Weill              |       | PCI   |                        |
| 09 | Henri Benoits             |       | PCI   | Dessinateur industriel |

### Liste de concentration républicaine
| N° | Candidats             | Parti | Parti    | Principales fonctions                                  |
| -- | --------------------- | ----- | -------- | ------------------------------------------------------ |
| 01 | Robert Chochon        |       | All.dém. | Avocat à la Cour, conseiller général de la Seine       |
| 02 | Pierre Michaux        |       | All.dém. | Quincaillier, ancien conseiller général de la Seine    |
| 03 | Pierre Antonbrandi    |       | Rép.ind. | Retraité, ancien conseiller municipal de Bois-Colombes |
| 04 | Céline Dormoy-Coentic |       | Rép.ind. |                                                        |
| 05 | Edouard Charrieux     |       | Rép.ind. | Contentieux                                            |
| 06 | Marcel Plachte        |       | Rad.ind. | Avocat à la Cour                                       |
| 07 | Armand Boyer          |       | Rép.ind. | Comptable                                              |
| 08 | Louis Pourtau         |       | Rad.ind. | Industriel                                             |
| 09 | Fernand Balme         |       | Rép.ind. | Boursier                                               |

### Liste du Cartel des gauches indépendantes
| N° | Candidats                | Parti | Parti         | Principales fonctions              |
| -- | ------------------------ | ----- | ------------- | ---------------------------------- |
| 01 | Jean Rous                |       | Divers gauche | Journaliste                        |
| 02 | Camille Val              |       | Divers gauche | Employé                            |
| 03 | Prosper Cohen            |       | Divers gauche | Représentant, Levallois-Perret     |
| 04 | Georges Gousseau         |       | Divers gauche | Comptable                          |
| 05 | Jacques Pellié           |       | Divers gauche | Ingénieur, directeur général       |
| 06 | Robert Onimus            |       | Divers gauche | Ouvrier                            |
| 07 | Ida Bourdet dite Adamoff |       | Divers gauche |                                    |
| 08 | Henri Morin              |       | Divers gauche | Employé                            |
| 09 | Carmen Carmona           |       | Divers gauche | Sténo-dactylo, La Garenne-Colombes |

### Liste indépendante Galabert
| N° | Candidats          | Parti | Parti | Principales fonctions           |
| -- | ------------------ | ----- | ----- | ------------------------------- |
| 01 | Henri Galabert     |       | SE    | Fabricant outilleur, Courbevoie |
| 02 | Georges Galabert   |       | SE    | Fabricant outilleur             |
| 03 | Axel Lecomte       |       | SE    | Ingénieur                       |
| 04 | Christine Guilloux |       | SE    | Comptable                       |
| 05 | Louis Le Paih      |       | SE    | Ouvrier ferronnier              |
| 06 | René Lefebvre      |       | SE    | Artisan plombier                |
| 07 | Daniel Bouthinon   |       | SE    | Représentant de commerce        |
| 08 | Maurice Pelpoir    |       | SE    | Artisan peintre                 |
| 09 | Pierre Mathou      |       | SE    | Ouvrier imprimeur               |

## Candidats (sixième circonsciption)

### Liste d'Union républicaine résistante et antifasciste - PCF
| N° | Candidats           | Parti | Parti | Principales fonctions                                             |
| -- | ------------------- | ----- | ----- | ----------------------------------------------------------------- |
| 01 | Jacques Duclos      |       | PCF   | Pâtissier, député sortant                                         |
| 02 | Charles Tillon      |       | PCF   | Ajusteur, député sortant                                          |
| 03 | Fernand Grenier     |       | PCF   | Employé, député sortant                                           |
| 04 | Jacqueline Chonavel |       | PCF   | Secrétaire dactylographe, maire adjoint de Bagnolet               |
| 05 | Maurice Nilès       |       | PCF   | Fraiseur, maire adjoint de Drancy                                 |
| 06 | Pierrette Petitot   |       | PCF   | Ménagère, conseillère générale de la Seine, maire de Villetaneuse |
| 07 | Pierre Kérautret    |       | PCF   | Gazier, conseiller général de la Seine, maire de Romainville      |

### Liste du Rassemblement du peuple français
| N° | Candidats             | Parti | Parti | Principales fonctions                                                                              |
| -- | --------------------- | ----- | ----- | -------------------------------------------------------------------------------------------------- |
| 01 | Gaston Palewski       |       | RPF   | Ancien directeur de cabinet du Général de Gaulle, chef du gouvernement provisoire de la République |
| 02 | Antoine Quinson       |       | RPF   | Ingénieur, maire de Vincennes                                                                      |
| 03 | Aimé Febvre           |       | RPF   | Commerçant, maire de Fontenay-sous-Bois                                                            |
| 04 | Jean-Pierre Profichet |       | RPF   | Docteur en médecine, conseiller municipal de Montreuil-sous-Bois                                   |
| 05 | Solange Le Prieur     |       | RPF   | Institutrice publique                                                                              |
| 06 | Christian Gantois     |       | RPF   | Ajusteur                                                                                           |
| 07 | Henri Lémery          |       | RPF   | Comptable agréé, maire adjoint de La Courneuve                                                     |

### Liste du Parti socialiste SFIO
| N° | Candidats           | Parti | Parti | Principales fonctions                                                    |
| -- | ------------------- | ----- | ----- | ------------------------------------------------------------------------ |
| 01 | Gérard Jaquet       |       | SFIO  | Docteur en médecine, député sortant                                      |
| 02 | Maurice Coutrot     |       | SFIO  | Employé communal, maire de Bondy                                         |
| 03 | Célestin Ferré      |       | SFIO  | Tourneur, maire des Pavillons-sous-Bois                                  |
| 04 | Lucienne Noublanche |       | SFIO  | Secrétaire commerciale, maire adjoint du Pré-Saint-Gervais               |
| 05 | Léon Bernichtein    |       | SFIO  | Contrôleur à la RATP, maire adjoint des Lilas                            |
| 06 | Jean Coulon         |       | SFIO  | Professeur de l'enseignement technique, conseiller municipal de Bagnolet |
| 07 | Félix Giacinti      |       | SFIO  | Retraité, conseiller municipal de Montreuil-sous-Bois                    |

### Liste du Mouvement républicain populaire
| N° | Candidats        | Parti | Parti | Principales fonctions                                       |
| -- | ---------------- | ----- | ----- | ----------------------------------------------------------- |
| 01 | Joseph Dumas     |       | MRP   | Député sortant, ouvrier ajusteur, Médaille de la Résistance |
| 02 | Robert Charrier  |       | MRP   | Industriel                                                  |
| 03 | Marceau Dufrénoy |       | MRP   | Représentant de commerce, conseiller général de la Seine    |
| 04 | Robert Daugeron  |       | MRP   | Avocat à la Cour de Paris                                   |
| 05 | Jean Jézéquel    |       | MRP   | Chauffeur                                                   |
| 06 | Madeleine Thenot |       | MRP   | Professeur                                                  |
| 07 | Henri Baud       |       | MRP   | Professeur technique                                        |

### Liste du Rassemblement des gauches républicaines, de l'Union des indépendants, des paysans et des républicains nationaux et de l'Union des travailleurs français
| N° | Candidats    | Parti | Parti | Principales fonctions                                   |
| -- | ------------ | ----- | ----- | ------------------------------------------------------- |
| 01 | Paul Pernin  |       | RGR   | Directeur d'entreprise                                  |
| 02 | Renée Lehut  |       | CNIP  | Maire de La Courneuve                                   |
| 03 | Henri Moutet |       | RGR   | Industriel, conseiller municipal de Montreuil-sous-Bois |
| 04 | Claude Hytte |       | CNIP  | Journaliste                                             |
| 05 | Henri Cuming |       | RGR   | Inspecteur d'assurances                                 |
| 06 | Jean Péron   |       | CNIP  | Docteur en médecine, conseiller municipal des Lilas     |
| 07 | Marcel Labre |       | RGR   | Artisan plombier                                        |

### Liste du Front commun pour la paix dans l'indépendance nationale et l'unité ouvrière
| N° | Candidats        | Parti | Parti     | Principales fonctions |
| -- | ---------------- | ----- | --------- | --------------------- |
| 01 | Lucien Grange    |       | PCF diss. | Employé               |
| 02 | Armand Paulin    |       | PCF diss. | Employé               |
| 03 | Henry Maniguet   |       | PCF diss. | Cheminot              |
| 04 | René Fort        |       | PCF diss. | Limonadier            |
| 05 | Joseph Picot     |       | PCF diss. | Artisan maçon         |
| 06 | Michel Texier    |       | PCF diss. | Journaliste           |
| 07 | Marcel Helgorski |       | PCF diss. | Journaliste           |

### Liste pour l'indépendance française
| N° | Candidats               | Parti | Parti | Principales fonctions                                                   |
| -- | ----------------------- | ----- | ----- | ----------------------------------------------------------------------- |
| 01 | Maurice Laudrain        |       | RIF   | Secrétaire administratif du Rassemblement pour l'indépendance française |
| 02 | Jacques Hautefeuille    |       | RIF   | Docteur en médecine                                                     |
| 03 | Jean Feillant           |       | RIF   | Professeur de culture physique                                          |
| 04 | Thérèse Comty           |       | RIF   |                                                                         |
| 05 | Sylvain-Edmond Delannoy |       | RIF   | Instituteur                                                             |
| 06 | Yves-Louis Blaise       |       | RIF   |                                                                         |
| 07 | Robert Clause           |       | RIF   | Agent technique                                                         |

### Liste du Rassemblement des groupes indépendants français
| N° | Candidats               | Parti | Parti | Principales fonctions                           |
| -- | ----------------------- | ----- | ----- | ----------------------------------------------- |
| 01 | Rémy Macheto            |       | RGRIF | Avocat à la Cour                                |
| 02 | Louis Domino            |       | RGRIF | Général de l'Armée de l'air en retraite         |
| 03 | Paul Laporte            |       | RGRIF | Administrateur d'immeubles, Montreuil-sous-Bois |
| 04 | Gaston Jaurand          |       | RGRIF | Inspecteur commercial                           |
| 05 | Marie Spyros Toutoundji |       | RGRIF | Commerçante                                     |
| 06 | Jacques Bassière        |       | RGRIF | Journaliste                                     |
| 07 | Alice Rochais           |       | RGRIF |                                                 |

### Liste d'Union des républicains nationaux français
| N° | Candidats          | Parti | Parti | Principales fonctions     |
| -- | ------------------ | ----- | ----- | ------------------------- |
| 01 | Ernest Pérou       |       | UNIR  | Conseil de sociétés       |
| 02 | Roger Le Roch      |       | UNIR  | Agent publicitaire        |
| 03 | Gabriel Chauvin    |       | UNIR  | Général de réserve        |
| 04 | Jacques Bruel      |       | UNIR  | Commerçant                |
| 05 | Henriette Montagne |       | UNIR  | Professeur de lycée       |
| 06 | Gaston Tison       |       | UNIR  | Administrateur de société |
| 07 | Marcel Dufêtre     |       | UNIR  | Industriel                |

### Liste d'union des républicains et démocrates indépendants
| N° | Candidats       | Parti | Parti         | Principales fonctions              |
| -- | --------------- | ----- | ------------- | ---------------------------------- |
| 01 | Claude Roux     |       | Divers droite | Avocat à la Cour                   |
| 02 | Jean Broussard  |       | Divers droite | Avocat à la Cour                   |
| 03 | Bernard Jacquot |       | Divers droite | Directeur commercial               |
| 04 | René Arlabosse  |       | Divers droite | Avocat à la Cour, ancien résistant |
| 05 | Gaston Prouvost |       | Divers droite | Fonctionnaire                      |
| 06 | René Gretz      |       | Divers droite | Comptable agréé                    |
| 07 | Jean Cahuzière  |       | Divers droite | Expert traducteur                  |

## Élus
| Circonscription              | Député sortant                  | Parti | Parti    | Député élu ou réélu                           | Parti | Parti   |
| ---------------------------- | ------------------------------- | ----- | -------- | --------------------------------------------- | ----- | ------- |
| 1re (Paris Rive Gauche)      | André Marty                     |       | PCF      | André Marty                                   |       | PCF     |
| 1re                          | Maria Rabaté                    |       | PCF      | Maria Rabaté                                  |       | PCF     |
| 1re                          | André Huraux                    |       | PCF      | Pierre Estradère                              |       | PCF     |
| 1re                          | Paul Rivet                      |       | SFIO     | Robert Verdier                                |       | SFIO    |
| 1re                          | Francisque Gay                  |       | MRP      | Pierre de Gaulle                              |       | RPF     |
| 1re                          | Jean Cayeux                     |       | MRP      | Jean Cayeux                                   |       | MRP     |
| 1re                          | Solange Lamblin                 |       | MRP      | Henri Ulver                                   |       | RPF     |
| 1re                          | Vincent de Moro-Giafferri       |       | Rad soc  | Vincent de Moro-Giafferri                     |       | Rad soc |
| 1re                          | Louis Rollin                    |       | CNIP     | Louis Rollin Décédé en 1952                   |       | CNIP    |
| 1re                          | Édouard Frédéric-Dupont         |       | CNIP     | Édouard Frédéric-Dupont                       |       | RPF     |
|                              |                                 |       |          |                                               |       |         |
| 2e (Paris Rive Droite Ouest) | Marcel Cachin                   |       | PCF      | Marcel Cachin                                 |       | PCF     |
| 2e                           | Jeannette Vermeersch            |       | PCF      | Jeannette Vermeersch                          |       | PCF     |
| 2e                           | Gaston Auguet                   |       | PCF      | Louis Pasteur Vallery-Radot démission en 1952 |       | RPF     |
| 2e                           | Daniel Mayer                    |       | SFIO     | Daniel Mayer                                  |       | SFIO    |
| 2e                           | Robert Lecourt                  |       | MRP      | Robert Lecourt                                |       | MRP     |
| 2e                           | Jean-Jacques Juglas             |       | MRP      | Pierre Ferri                                  |       | RPF     |
| 2e                           | Joséphine Dupuis                |       | MRP      | René Moatti                                   |       | RPF     |
| 2e                           | Paul Bastid                     |       | Rad soc  | Bernard Lafay                                 |       | Rad soc |
| 2e                           | René Capitant                   |       | UDSR     | Pierre de Léotard                             |       | Rad soc |
| 2e                           | Joseph Denais                   |       | CNIP     | Joseph Denais                                 |       | CNIP    |
| 2e                           | Robert Bétolaud                 |       | CNIP     | Jacques Isorni                                |       | UNIR    |
|                              |                                 |       |          |                                               |       |         |
| 3e (Paris Rive Droite Est)   | Florimond Bonte                 |       | PCF      | Florimond Bonte                               |       | PCF     |
| 3e                           | Georges Cogniot                 |       | PCF      | Georges Cogniot                               |       | PCF     |
| 3e                           | Raymond Guyot                   |       | PCF      | Raymond Guyot                                 |       | PCF     |
| 3e                           | Denise Ginollin                 |       | PCF      | Madeleine Marzin                              |       | PCF     |
| 3e                           | Auguste Touchard                |       | PCF      | Christian Fouchet                             |       | RPF     |
| 3e                           | André Le Troquer                |       | SFIO     | André Le Troquer                              |       | SFIO    |
| 3e                           | Francine Lefebvre               |       | MRP      | Francine Lefébvre                             |       | MRP     |
| 3e                           | Paul Verneyras                  |       | MRP      | Jean-Louis Vigier                             |       | RPF     |
| 3e                           | Jean Hubert                     |       | MRP      | Pierre Guérard                                |       | CNIP    |
| 3e                           | André Hugues                    |       | Rad soc  | André Hugues                                  |       | Rad soc |
| 3e                           | Jean Grousseaud                 |       | CNIP     | Jean Grousseaud                               |       | RPF     |
|                              |                                 |       |          |                                               |       |         |
| 4e (Seine-Sud)               | Maurice Thorez                  |       | PCF      | Maurice Thorez                                |       | PCF     |
| 4e                           | Alfred Malleret-Joinville       |       | PCF      | Alfred Malleret-Joinville                     |       | PCF     |
| 4e                           | Marie-Claude Vaillant-Couturier |       | PCF      | Marie-Claude Vaillant-Couturier               |       | PCF     |
| 4e                           | Albert Petit                    |       | PCF      | Roger Linet                                   |       | PCF     |
| 4e                           | Édouard Depreux                 |       | SFIO     | Édouard Depreux                               |       | SFIO    |
| 4e                           | Paul Bacon                      |       | MRP      | Paul Bacon                                    |       | MRP     |
| 4e                           | Louis Bour                      |       | MRP      | Louis Vallon                                  |       | RPF     |
| 4e                           | Étienne de Raulin               |       | UDSR-RPF | Irène de Lipkowski                            |       | RPF     |
| 4e                           | Michel Peytel                   |       | CNIP     | Michel Peytel                                 |       | RPF     |
|                              |                                 |       |          |                                               |       |         |
| 5e (Seine-Nord-Ouest)        | Étienne Fajon                   |       | PCF      | Étienne Fajon                                 |       | PCF     |
| 5e                           | Alfred Costes                   |       | PCF      | Alfred Costes                                 |       | PCF     |
| 5e                           | Rose Guérin                     |       | PCF      | Rose Guérin                                   |       | PCF     |
| 5e                           | Waldeck L'Huillier              |       | PCF      | Joseph Lanet                                  |       | UDSR    |
| 5e                           | Marcelle Hertzog-Cachin         |       | PCF      | Michel Maurice-Bokanowski                     |       | RPF     |
| 5e                           | Albert Gazier                   |       | SFIO     | Albert Gazier                                 |       | SFIO    |
| 5e                           | Fernand Bouxom                  |       | MRP      | Fernand Bouxom                                |       | MRP     |
| 5e                           | Yves Fagon                      |       | MRP      | Francis Caillet                               |       | RPF     |
| 5e                           | Edmond Barrachin                |       | CNIP     | Edmond Barrachin                              |       | RPF     |
|                              |                                 |       |          |                                               |       |         |
| 6e (Seine-Nord-Est)          | Jacques Duclos                  |       | PCF      | Jacques Duclos                                |       | PCF     |
| 6e                           | Charles Tillon                  |       | PCF      | Charles Tillon                                |       | PCF     |
| 6e                           | Fernand Grenier                 |       | PCF      | Fernand Grenier                               |       | PCF     |
| 6e                           | Madeleine Braun                 |       | PCF      | Gaston Palewski                               |       | RPF     |
| 6e                           | Gérard Jaquet                   |       | SFIO     | Gérard Jaquet                                 |       | SFIO    |
| 6e                           | Eugène Rigal                    |       | MRP      | Antoine Quinson                               |       | RPF     |
| 6e                           | Joseph Dumas                    |       | MRP      | Joseph Dumas                                  |       | MRP     |

## Résultats

### Première circonscription  (Paris Rive gauche)
| Parti    | Parti        | Tête de liste                        | Résultats | Résultats | Sièges |  |
| Parti    | Parti        | Tête de liste                        | Voix      | %         |        |  |
| -------- | ------------ | ------------------------------------ | --------- | --------- | ------ |  |
|          | RPF          | Pierre de Gaulle                     | 112 050   | 28,20     | 3      |  |
|          | PCF          | André Marty                          | 102 160   | 25,71     | 3      |  |
|          | SFIO         | Robert Verdier                       | 36 504    | 9,19      | 1      |  |
|          | MRP          | Jean Cayeux                          | 34 450    | 8,67      | 1      |  |
|          | CNIP         | Louis Rollin                         | 33 247    | 8,37      | 1      |  |
|          | RGR/Déf.lib. | Vincent de Moro-Giafferri            | 27 712    | 6,97      | 1      |  |
|          | UNIR         | Charles Trochu                       | 14 166    | 3,57      | 0      |  |
|          | UDSR         | Jean Marin                           | 10 300    | 2,59      | 0      |  |
|          | USP          | Paul Rivet                           | 8 418     | 2,12      | 0      |  |
|          | Fédériste    | Joseph Archer                        | 6 018     | 1,52      | 0      |  |
|          | diss CNIP    | Pierre Guérin                        | 4 812     | 1,21      | 0      |  |
|          | UNADS        | Jean Constant                        | 4 397     | 1,11      | 0      |  |
|          | PNF          | Maurice Barbarin, dit Maxence Béarne | 4 397     | 1,11      | 0      |  |
|          |              |                                      |           |           |        |  |
| Inscrits | Inscrits     | Inscrits                             | 490 575   | 100,00    | 10     |  |
| Votants  | Votants      | Votants                              | 406 612   | 82,89     |        |  |
| Exprimés | Exprimés     | Exprimés                             | 397 358   | 97,72     |        |  |

### Deuxième circonscription  (Paris Rive Droite Ouest)
| Parti    | Parti     | Tête de liste               | Résultats | Résultats | Sièges |  |
| Parti    | Parti     | Tête de liste               | Voix      | %         |        |  |
| -------- | --------- | --------------------------- | --------- | --------- | ------ |  |
|          | RPF       | Louis Pasteur Vallery-Radot | 106 985   | 25,68     | 3      |  |
|          | PCF       | Marcel Cachin               | 80 440    | 19,31     | 2      |  |
|          | RGR       | Bernard Lafay               | 80 065    | 19,22     | 2      |  |
|          | CNIP      | Joseph Denais               | 41 913    | 10,06     | 1      |  |
|          | SFIO      | Daniel Mayer                | 31 317    | 7,52      | 1      |  |
|          | MRP       | Robert Lecourt              | 26 511    | 6,36      | 1      |  |
|          | UNIR      | Jacques Isorni              | 25 762    | 6,18      | 1      |  |
|          | CGI       | Claude Bourdet              | 8 066     | 1,94      | 0      |  |
|          | Fédériste | Charles Terrier             | 3 947     | 0,95      | 0      |  |
|          | RDRI      | Léon Hergault               | 588       | 0,14      | 0      |  |
|          | DVD       | Pierre Simon                | 562       | 0,14      | 0      |  |
|          |           |                             |           |           |        |  |
| Inscrits | Inscrits  | Inscrits                    | 519 960   | 100,00    | 11     |  |
| Votants  | Votants   | Votants                     | 425 224   | 81,78     |        |  |
| Exprimés | Exprimés  | Exprimés                    | 416 592   | 97,97     |        |  |

### Troisième circonscription  (Paris Rive Droite Est)
| Parti    | Parti               | Tête de liste       | Résultats | Résultats | Sièges |  |
| Parti    | Parti               | Tête de liste       | Voix      | %         |        |  |
| -------- | ------------------- | ------------------- | --------- | --------- | ------ |  |
|          | PCF                 | Florimond Bonte     | 136 844   | 32,78     | 4      |  |
|          | RPF                 | Christian Fouchet   | 112 544   | 26,96     | 3      |  |
|          | SFIO                | André Le Troquer    | 46 015    | 11,02     | 1      |  |
|          | RGR et indépendants | André Hugues        | 40 835    | 9,78      | 1      |  |
|          | MRP                 | Francine Lefebvre   | 29 284    | 7,01      | 1      |  |
|          | CNIP                | Pierre Guérard      | 10 473    | 2,51      | 1      |  |
|          | Déf. lib-UNIR       | Lucien Besset       | 8 323     | 1,99      | 0      |  |
|          | Fédériste           | Jean Archer (fils)  | 6 609     | 1,58      | 0      |  |
|          | I4F                 | Louis Germain       | 4 948     | 1,18      | 0      |  |
|          | CGI                 | Charles d'Aragon    | 4 787     | 1,15      | 0      |  |
|          | UMAP                | Albert Villot       | 4 486     | 1,07      | 0      |  |
|          | Diss CNIP           | Paul Verneyras      | 3 205     | 0,77      | 0      |  |
|          | UDSR                | Marcel Lévêque      | 2 081     | 0,50      | 0      |  |
|          | CRS                 | Maurice Hirschovitz | 1 600     | 0,38      | 0      |  |
|          |                     |                     |           |           |        |  |
| Inscrits | Inscrits            | Inscrits            | 518 887   | 100,00    | 11     |  |
| Votants  | Votants             | Votants             | 439 312   | 84,66     |        |  |
| Exprimés | Exprimés            | Exprimés            | 417 527   | 95,04     |        |  |

### Quatrième circonscription  (Seine-Sud)
| Parti    | Parti                  | Tête de liste               | Résultats | Résultats | Sièges |  |
| Parti    | Parti                  | Tête de liste               | Voix      | %         |        |  |
| -------- | ---------------------- | --------------------------- | --------- | --------- | ------ |  |
|          | PCF                    | Maurice Thorez              | 140 458   | 38,36     | 4      |  |
|          | RPF                    | Louis Vallon                | 99 429    | 27,16     | 3      |  |
|          | SFIO                   | Édouard Depreux             | 44 777    | 12,23     | 1      |  |
|          | MRP                    | Paul Bacon                  | 33 097    | 9,04      | 1      |  |
|          | RGR                    | Gaston Allemane             | 12 611    | 3,44      | 0      |  |
|          | Indépendants           | André Guillant              | 10 629    | 2,90      | 0      |  |
|          | CGI                    | Jacques Madaule             | 5 411     | 1,48      | 0      |  |
|          | CNIP                   | Georges Peter               | 5 259     | 1,44      | 0      |  |
|          | Indépendants de gauche | Henri Vergnolle             | 5 130     | 1,40      | 0      |  |
|          | PNF                    | Georges Villaret (Jean Roy) | 3 237     | 0,88      | 0      |  |
|          | Ind                    | Hanafi Lahmek               | 19        | 0,01      | 0      |  |
|          |                        |                             |           |           |        |  |
| Inscrits | Inscrits               | Inscrits                    | 451 472   | 100,00    | 9      |  |
| Votants  | Votants                | Votants                     | 377 333   | 83,58     |        |  |
| Exprimés | Exprimés               | Exprimés                    | 366 132   | 97,03     |        |  |

### Cinquième circonscription  (Seine-Nord-Ouest)
| Parti    | Parti       | Tête de liste    | Résultats | Résultats | Sièges |  |
| Parti    | Parti       | Tête de liste    | Voix      | %         |        |  |
| -------- | ----------- | ---------------- | --------- | --------- | ------ |  |
|          | PCF         | Étienne Fajon    | 120 620   | 35,35     | 3      |  |
|          | RPF         | Edmond Barrachin | 97 325    | 28,52     | 3      |  |
|          | SFIO        | Albert Gazier    | 39 955    | 11,71     | 1      |  |
|          | MRP         | Fernand Bouxom   | 28 455    | 8,34      | 1      |  |
|          | RGR-UDSR    | Joseph Lanet     | 20 019    | 5,87      | 1      |  |
|          | CNIP        | Maurice Luquet   | 13 054    | 3,83      | 0      |  |
|          | Diss RGR-CR | Robert Chochon   | 6 065     | 1,78      | 0      |  |
|          | PCI         | Daniel Renard    | 5 704     | 1,67      | 0      |  |
|          | CGI         | Jean Rous        | 4 641     | 1,35      | 0      |  |
|          | Ind         | Henri Galabert   | 3 755     | 1,10      | 0      |  |
|          |             |                  |           |           |        |  |
| Inscrits | Inscrits    | Inscrits         | 425 394   | 100,00    | 9      |  |
| Votants  | Votants     | Votants          | 351 036   | 82,52     |        |  |
| Exprimés | Exprimés    | Exprimés         | 341 217   | 97,20     |        |  |

### Sixième circonscription  (Seine-Nord-Est)
| Parti    | Parti    | Tête de liste    | Résultats | Résultats | Sièges |  |
| Parti    | Parti    | Tête de liste    | Voix      | %         |        |  |
| -------- | -------- | ---------------- | --------- | --------- | ------ |  |
|          | PCF      | Jacques Duclos   | 131 212   | 43,93     | 3      |  |
|          | RPF      | Gaston Palewski  | 88 497    | 29,63     | 2      |  |
|          | SFIO     | Gérard Jaquet    | 27 752    | 9,29      | 1      |  |
|          | MRP      | Joseph Dumas     | 18 620    | 6,23      | 1      |  |
|          | RGR-CNIP | Paul Pernin      | 12 322    | 4,13      | 0      |  |
|          | Diss PCF | Lucien Grange    | 7 152     | 2,39      | 0      |  |
|          | RIF      | Maurice Laudrain | 5 224     | 1,75      | 0      |  |
|          | RGRIF    | Rémy Macheto     | 3 533     | 1,18      | 0      |  |
|          | UNIR     | Ernest Pérou     | 2 993     | 1,00      | 0      |  |
|          | URDI     | Claude Roux      | 27        | 0,01      | 0      |  |
|          |          |                  |           |           |        |  |
| Inscrits | Inscrits | Inscrits         | 361 752   | 100,00    | 7      |  |
| Votants  | Votants  | Votants          | 307 662   | 85,05     |        |  |
| Exprimés | Exprimés | Exprimés         | 298 719   | 97,09     |        |  |